# Бендин, Александр Юрьевич
Алекса́ндр Ю́рьевич Бе́ндин (бел. Аляксандр Юр'евіч Бендзін; род. 26 февраля 1956, Измаил, Одесская область) — советский и белорусский историк, педагог. Доктор исторических наук, профессор.

## Биография
Родился в городе Измаил Одесской области Украинской ССР. Среднюю школу окончил в посёлке Сосновый Бор Гомельской области, затем в 1982 году исторический факультет Белорусского государственного университета имени В. И. Ленина. В 1989 году там же защитил диссертацию на соискание учёной степени кандидата исторических наук по теме «Деятельность Компартии Белоруссии по идейно-политическому воспитанию студенческой молодёжи (1928—1937 гг.)» (специальность 07.00.01 — история КПСС). В 1997 году присвоеное учёное звание доцента. В 2013 году в Санкт-Петербургском институте истории РАН защитил диссертацию на соискание учёной степени доктора исторических наук по теме «Проблемы веротерпимости в Северо-Западном крае Российской империи (1863—1914 гг.)» (специальность 07.00.02 — отечественная история); научный консультант — академик РАН, доктор исторических наук, профессор Б. В. Ананьич; официальные оппоненты — доктор исторических наук, профессор Л. В. Выскочков, доктор исторических наук Н. С. Андреева, кандидат исторических наук, доктор юридических наук, профессор А. А. Сафонов; ведущая организация — РГПУ имени А. И. Герцена. Позднее присвоено учёное звание профессора.
Преподавал в Белорусском государственном экономическом университете. Работал в министерстве образования Беларуси. С 1997 года — доцент факультета теологии Европейского гуманитарного университета. С 2004 года — доцент, а в настоящее время — профессор кафедры богословия и истории церкви Института теологии Белорусского государственного университета, читает лекции по предметам: история Русской Православной Церкви, политология, история и культура восточных славян.
Член Коллегии Издательского совета Белорусской Православной церкви.

## Научная деятельность
Занимается исследованием вопроса белорусско-российских взаимосвязей, национальной идентичности белорусов, проблемы межконфессиональных отношений и истории православной церкви в Беларуси. Ответственный редактор и глава редакционного совета 10-ти двухтомников «Международные Кирилло-Мефодиевские чтения, посвященные Дням славянской письменности и культуры», выпускаемых Белорусским экзархатом.
Является одним из ведущих экспертов по церковной истории Северо-Западного края Российской империи, проблематике генезиса национализма в Беларуси, государственно-церковным отношениям в Российской империи конца XIX — начала XX века. Автор и соавтор ряда монографий и научных статей по данной проблематике, опубликованных в научных изданиях Беларуси, России и других стран. Привлекается в качестве эксперта российскими и зарубежными научными центрами и информагентствами для оценки проблематики новейшей истории Беларуси.

## Награды
В июне 2013 года Бендин стал лауреатом Макарьевской премии по номинации «История Православной Церкви». Этой премии он был удостоен за труд «Проблемы веротерпимости в Северо-Западном крае Российской империи (1863—1914 гг.)».

## Научные труды
Опубликовано около пятидесяти научных и учебно-методических работ, две монографии. Является составителем альманаха «Исторический поиск Беларуси» (Минск, 2006).

### Монографии
- Бендин А. Ю. Михаил Муравьёв-Виленский: усмиритель и реформатор Северо-Западного края Российской империи. (Серия «Русской славы имена»). — М.: Книжный мир, 2017. — 416 с.
- Бендин А. Ю. Проблемы веротерпимости в Северо-Западном крае Российской империи (1863―1914 гг.). — Мн.: Белорусский государственный университет, 2010. — 439 c. — ISBN 978-985-518-440-0[8]

### Учебные пособия
- Бендин А. Ю. Политические течения и организации в России во II половине XIX века: Учебная лекция. — Мн.: Белорусский гос. ин-т нар. хоз-ва им. В. В. Куйбышева, кафедра политической истории, 1990.
- Бендин А. Ю. Политические последствия Второй мировой войны. Обострение противоречий двух мировых систем (1945—1955 гг.): Учебная лекция. — Мн.: Белорусский гос. ин-т нар. хоз-ва им. В. В. Куйбышева, кафедра политической истории, 1991.

### Статьи
- Бендин А. Ю. Эволюция понятия веротерпимости и Указ 17 апреля 1905 г. // Исторические записки / Отд-ние ист.-филол. наук РАН. — Вып. 9 (127) / отв. ред. Б. В. Ананьич. — М., 2006. — С.113—136.
- Бендин А. Ю. Конфессионально-этнические проблемы и аккумуляция проблем веротерпимости в Северо-Западном крае Российской империи во второй половине XIX — начале XX вв. // Вестник Российского университета дружбы народов. Серия: История России. — 2007. — № 3. — С. 91—103.
- Бендин А. Ю. Феномен «упорствующих» как проблема веротерпимости в Северо-Западном крае // Славяноведение. — 2008. — № 4. — С. 3—17.
- Бендин А. Ю. Без ярлыков и штампов. Образ Михаила Муравьёва-Виленского в современной белорусской литературе // Беларуская думка. — 2008. — № 6.
- Бендин А. Ю. Религиозно-этнические проблемы Северо-Западного края в контексте процесса интеграции (1863 ― 1914 гг.) // Санкт-Петербургский ин-т истории РАН, Ин-т Истории Украины, Белорусский государственный ун-т. — Проблемы отечественной истории: Источники, историография, исследования : Сб. науч. статей. — СПб.: Санкт-Петербургский гос. университет, 2008. — С. 353—369.
- Бендин А. Ю. «Настало католикам время отомстить православным…»: парадоксы применения указа 17 апреля 1905 г. «О веротерпимости» на территории Северо-Западного края // Вестник Российского университета дружбы народов. Серия: История России. — 2009. — № 2. — С. 95—110.
- Бендин А. Ю. Указ о веротерпимости и его реализация в Северо-Западном крае Российской империи (1905 г.) // Вестник РГГУ. Серия: Исторические науки. История России. — 2009. — № 17. — С. 44—58.
- Бендин А. Ю. Рец. на кн.: А. А. Сафонов. Свобода совести и модернизация вероисповедного законодательства Российской империи в начале XX века. Тамбов: Издательство Р. В. Першина, 2007. — 367 с. // Российская история. — 2009. — № 4. — С. 188—190.
- Бендин А. Ю. Свобода совести или веротерпимость?: полемика в российской печати (начало XX в.) // Новый исторический вестник. — Москва, 2010. — № 2. — С. 5—14.
- Бендин А. Ю. Модернизация религиозного законодательства и проявление религиозно-этнической нетерпимости в Северо-Западном крае Российской империи в начале XX века // Известия Смоленского государственного университета. — Смоленск, 2011. — № 2. — С. 304—314.
- Бендин А. Ю. Конфессиональная политика в Северо-Западном крае Российской империи: 1863—1914 годы // Вестник Тверского государственного университета. Серия «История». — № 3. — 2012. — С. 3—20.
- Бендин А. Ю. Феномен российской веротерпимости // Российская история. — 2013. — № 5. — С. 143—149.